# Leopoldia tenuiflora
Leopoldia tenuiflora är en sparrisväxtart som först beskrevs av Ignaz Friedrich Tausch, och fick sitt nu gällande namn av Theodor Heinrich von Heldreich. Leopoldia tenuiflora ingår i släktet Leopoldia och familjen sparrisväxter. Inga underarter finns listade i Catalogue of Life.

## Bildgalleri

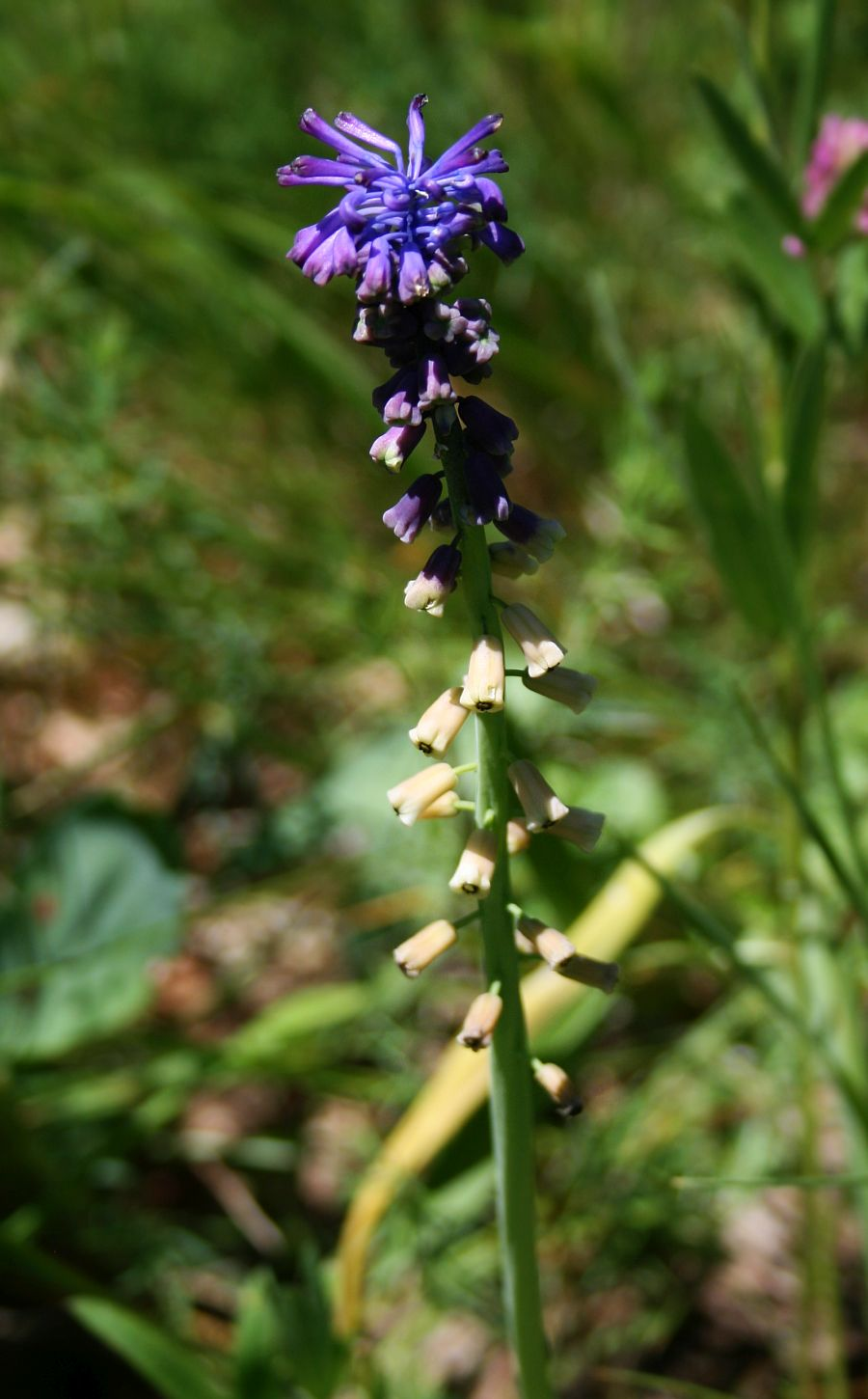
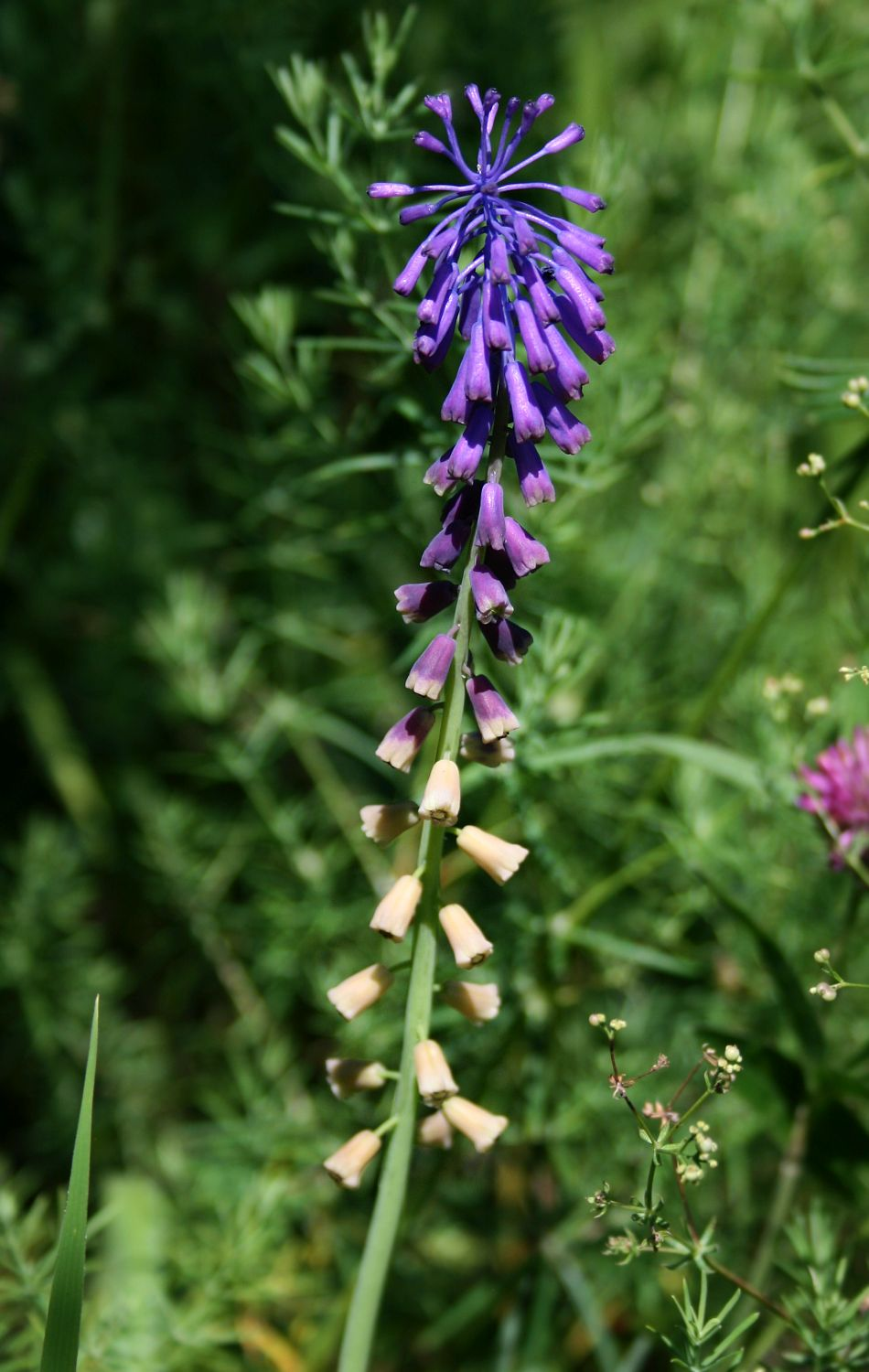
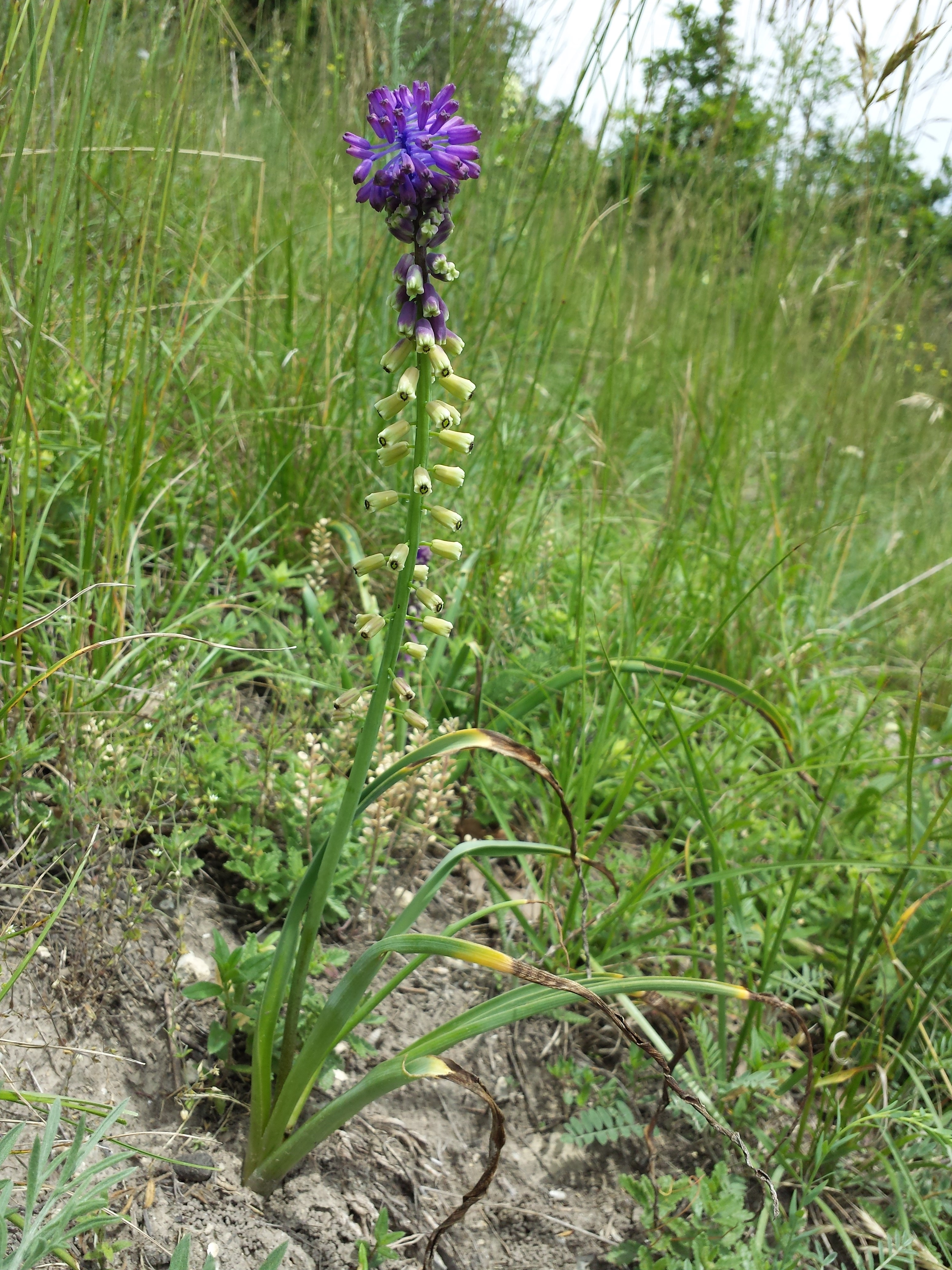
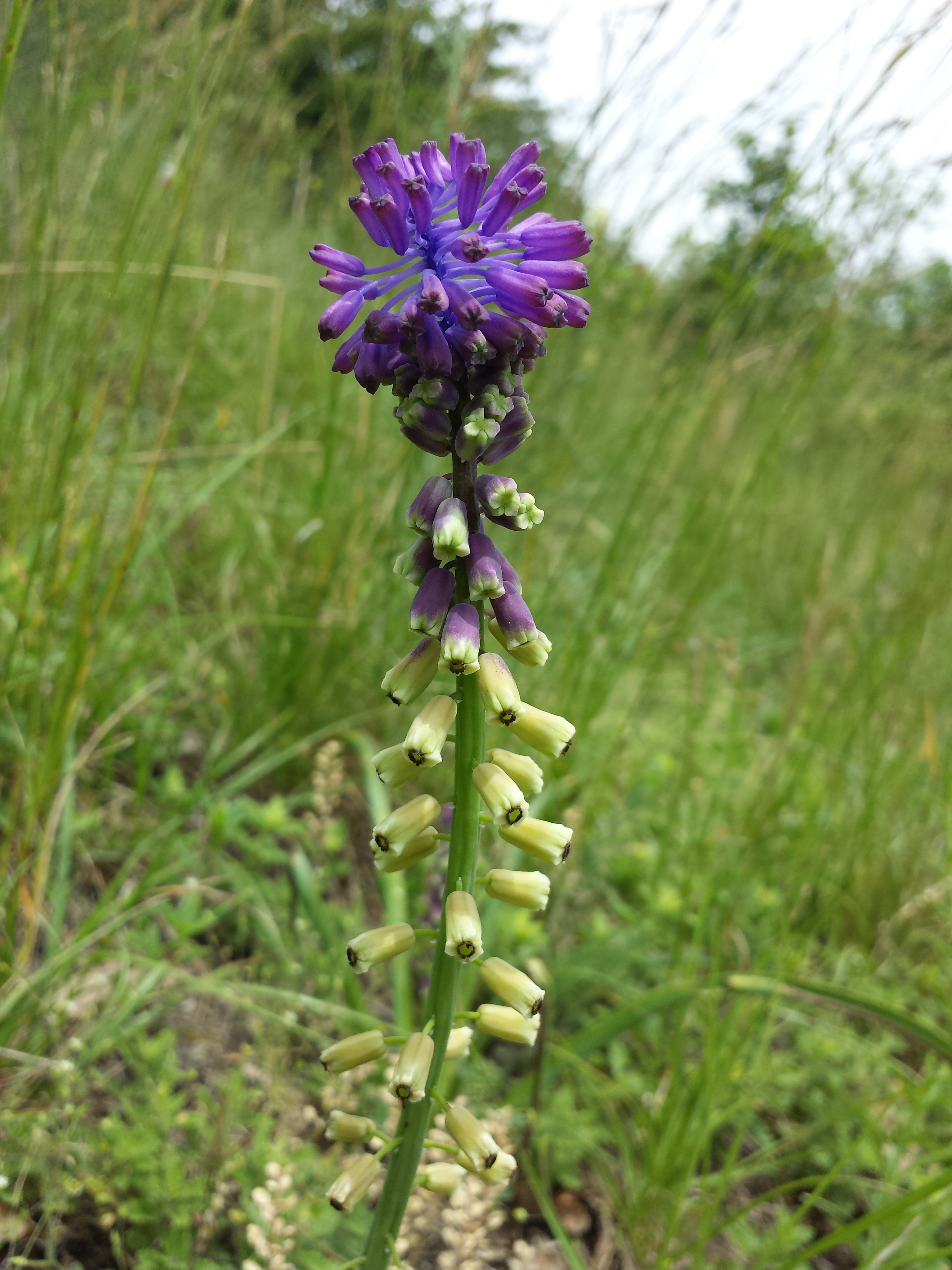
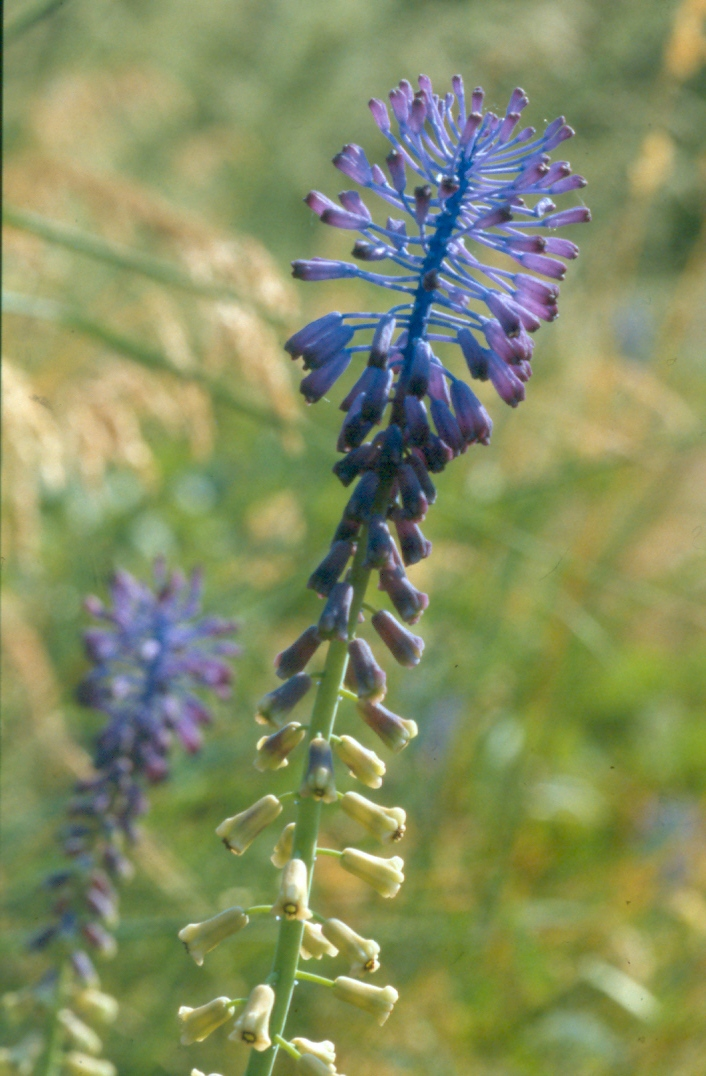
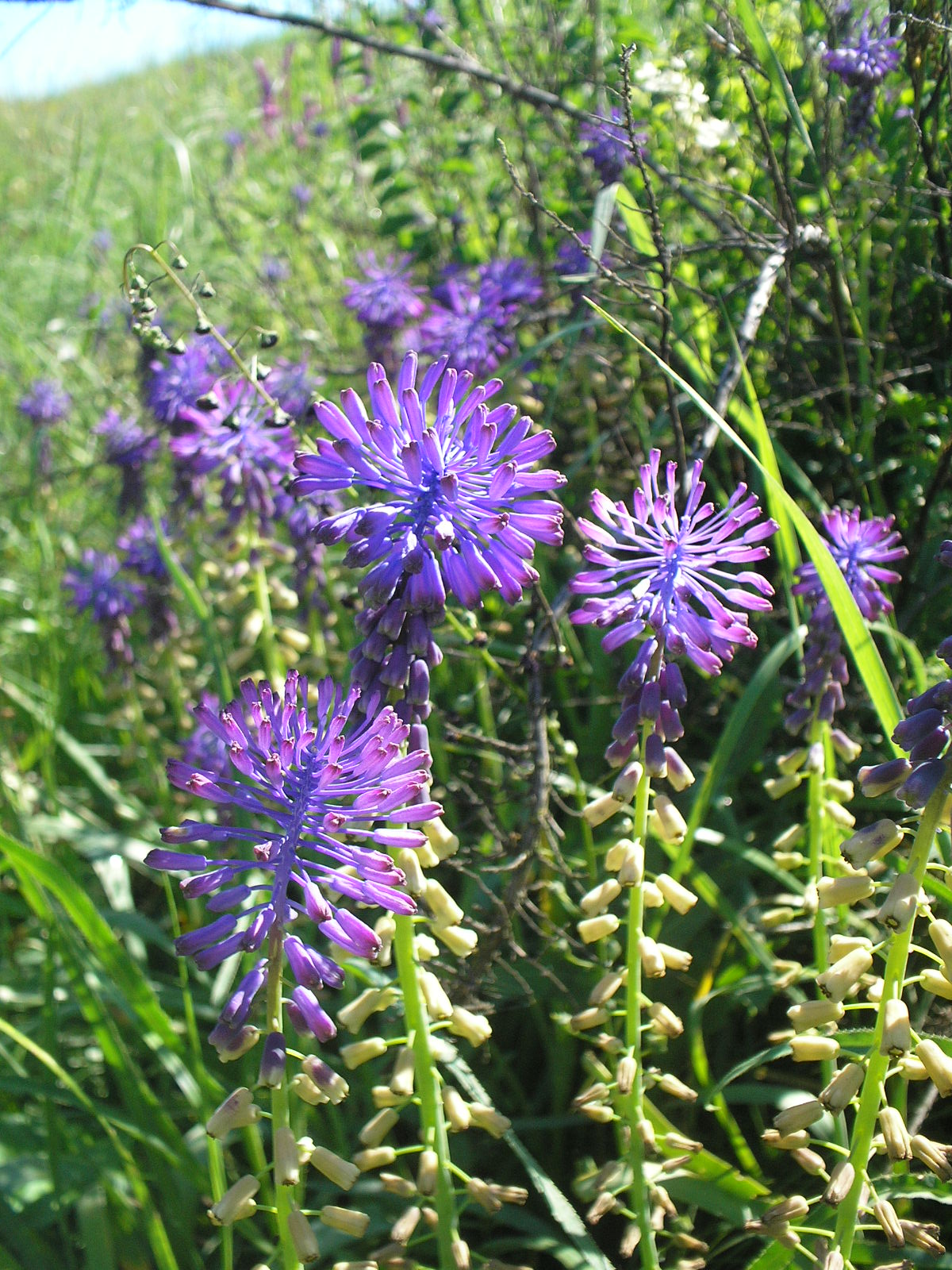